# Saint-Amand-sur-Fion

Saint-Amand-sur-Fion este o comună în departamentul Marne, Franța. În 2009 avea o populație de 1,050 de locuitori.